# Michael Chertoff

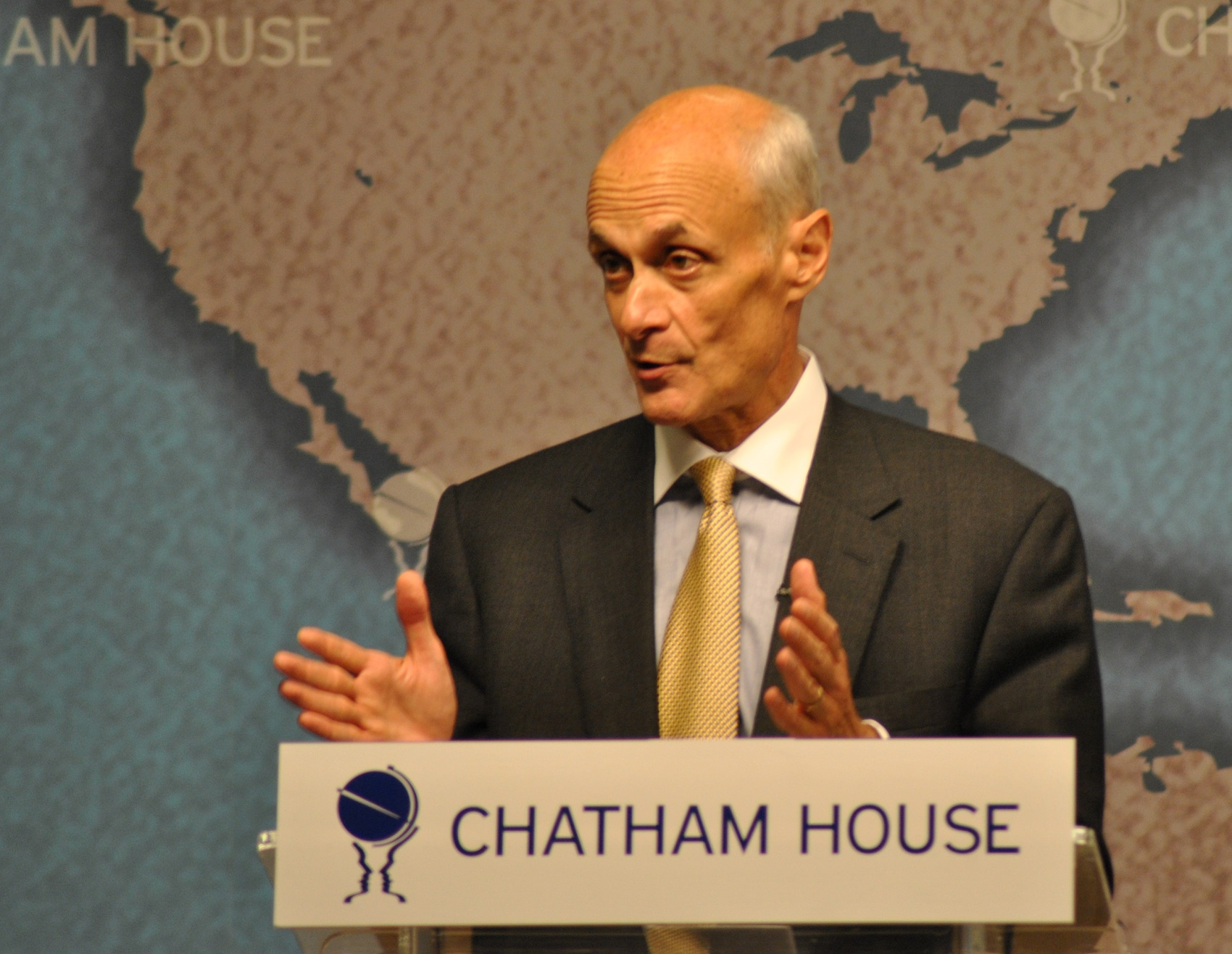
Michael Chertoff (2011)

Michael B. Chertoff (* 28. November 1953 in Elizabeth, New Jersey) ist ein US-amerikanischer Politiker (Republikanische Partei) und Jurist. Er war von Februar 2005 bis Januar 2009 Minister für Innere Sicherheit der Vereinigten Staaten.
Michael Chertoff studierte an der Harvard University Jura. Er war als Anwalt bei Latham & Watkins tätig. Später war er von 1990 bis 1994 als Nachfolger von Samuel Alito Bundesstaatsanwalt für den Distrikt New Jersey, Richter am Bundesberufungsgericht für den dritten Gerichtskreis sowie Staatssekretär im Justizministerium (Assistant Attorney General). Er wurde am 11. Januar 2005 von US-Präsident George W. Bush als Nachfolger von Tom Ridge für das Amt des Ministers für Innere Sicherheit nominiert. Die Bestätigung vom US-Senat und die Vereidigung fanden am 15. Februar 2005 statt. Mit dem Ende von Bushs Amtszeit schied auch Chertoff im Januar 2009 aus der Regierung aus.
Nach dem Ende seiner Dienstzeit gründete Chertoff bereits im März 2009 in der US-Hauptstadt Washington die Chertoff-Group, die sowohl der Wirtschaft als auch Regierungsstellen ihre Beratungsdienste in Sachen Sicherheit und Risikomanagement anbietet. Als Direktoren des jungen Unternehmens wurden Chertoffs ehemaliger Vizeminister Paul A. Schneider sowie die früheren Staatssekretäre des Ministeriums für Innere Sicherheit, Charles E. Allen und Admiral Jay M. Cohen berufen. In die Managementspitze berufen werden konnte auch Michael V. Hayden, der langjährige Oberchef aller US-Geheimdienste.
Im Umfeld zur Diskussion zur Verschärfung der Sicherheitskontrollen im internationalen Luftverkehr anlässlich des versuchten Terroranschlags auf den Northwest-Airlines-Flug 253 machte Chertoff in der US-Medienlandschaft durch starkes Lobbying für die Einführung von Nacktscannern auf sich aufmerksam.